# Zorba, o Grego (livro)
Vida e Proezas de Aléxis Zorbás [português brasileiro]  ou Vida e Andanças de Alexis Zorbás [português europeu]  (título original em grego: Βίος και Πολιτεία του Αλέξη Ζορμπά; romaniz.: Víos kai Politeía tou Aléxē Zorbá) ou Zorba, o Grego em algumas traduções por influência da adaptação cinematográfica, é um romance biográfico do escritor de grego Níkos Kazantzákis. Foi publicado pela primeira vez em 1946. É a história de um jovem intelectual grego que procura escapar de sua vida de "roedor de papéis" com a ajuda do exuberante e misterioso Aléxis Zorbás.

## Resumo
O narrador e co-protagonista, um jovem intelectual grego, resolve deixar de lado seus livros por alguns meses. Ele se impressionou com as palavras de um de seus amigos, Stavridaki, que parte para o Cáucaso para ajudar as minorias gregas ali perseguidas. Vai para Creta a fim de reabrir uma mina desativada de linhito e mergulhar na realidade do mundo camponês, daqueles que trabalham para sobreviver. Num bar do porto do Pireu antes de embarcar, trava conhecimento com Aléxis Zorbás, um homem enigmático, de 65 anos, que o convence a levá-lo consigo como supervisor dos operários na mina. No navio que os leva a Creta, Zorba conta sua história, suas observações arrebatadas sobre a natureza e aquelas - menos otimistas - sobre a natureza humana. Essas narrações pontuam todo o romance, dando-lhe seu ímpeto e sua cor. Um dos hábitos característicos do protagonista é "dançar as coisas que não consegue expressar com palavras. Suas mulheres, as guerras que viveu, suas certezas, suas dúvidas, suas loucuras ."
Na chegada, eles dispensam a hospitalidade de Anagnosti, o ancião da vila, e de Kondomanolio, o dono do café. Zorba então sugere que se hospedem no albergue de Madame Hortense, que consiste apenas em antigas cabines de banho adjacentes. O narrador passa o domingo inteiro passeando e descobrindo a paisagem ao seu redor. Durante a refeição da noite, Zorba, ao arrumar os talheres na mesa, acrescenta um terceiro jogo, o de Madame Hortense. Esta, encantada por ter sido convidada a partilhar a refeição, começa a falar do seu passado como cortesã, quando ainda era jovem, bonita e tinha aos seus pés as "Quatro Potências", os almirantes das frotas francesa, inglesa, italiana e russa no Mediterrâneo durante o período do Estado de Creta. Zorba põe-se a seduzi-la com a ajuda de seu "santir" e a apelida carinhosamente de "Bouboulina". No dia seguinte, a mina está aberta e o trabalho tem início.
O narrador, no entanto, não resiste a empregar seu tempo livre para trabalhar em um de seus manuscritos inacabados que trata da vida e pensamentos de Buda. Nos meses que se seguem, Zorba exerce uma profunda influência sobre o narrador, a quem ele chama de "patrão". A vida ganha um novo sabor para o narrador em contato com os habitantes da aldeia, ainda que os acontecimentos (morte de Madame Hortense e da viúva, queda do teleférico […]) turvem sua permanência a ponto de ele decidir retornar ao continente. O pressentimento funesto que tivera tem fundamento: enquanto ele estava prestes a embarcar no barco que o transportaria a Atenas, recebe um telegrama anunciando a morte de Stavridaki. Ele mantém contato com Zorba por meio de cartas.
Por cinco anos, o narrador e Zorba viajam separadamente, percorrendo a Europa e os Bálcãs. Quando está em Berlim, o narrador recebe um telegrama de Zorba, convidando-o a vir admirar uma "belíssima pedra verde". Mas as difíceis condições de vida dissuadem o narrador de empreender uma jornada tão inútil. Zorba o acusa de ser um "escrevinhador" insensível à beleza, e rompe toda a comunicação. O narrador não consegue parar de pensar em Zorba e, movido por um pressentimento funesto, decide escrever um hagiológio do amigo, recompondo "a vida que nós dois levamos na praia cretense […] todas as conversas esparsas, as vozes, os gestos, os risos, os prantos, as danças de
Zorbás". Assim que o hagiológio termina, recebe uma carta da Sérvia anunciando a morte de seu amigo. Sua viúva o convida para pegar o santir do falecido.
"Livro sem paralelo, o único romance picaresco-trágico da literatura ocidental", de leitura fluida como se fosse um best-seller mas de profundidades abissais, mostra o ser humano em sua crueza – monge sodomita, porco castrado sofrendo enquanto comem seus colhões, viúva assassinada porque, sexualmente cobiçada pelos homens da aldeia, levou um jovem pretendente ao suicídio, pilhagem dos bens da Madame enquanto ainda agoniza, a morte, enfim, como o fim injusto. E também em sua grandeza, personificada aqui pelo protagonista, homem totalmente integrado ao universo ("À luz da lua, eu olhava Zorbás, admirando com que intrepidez e simplicidade ele se ajustava ao mundo, como corpo e alma eram uma coisa só […] Eu nunca tinha visto uma relação tão amistosa entre o homem e o universo.), liberto das armadilhas da razão ("Para Zorbás […] o mundo era uma visão densa: as estrelas roçavam nele, o mar rebentava em suas têmporas, ele vivenciava a terra as águas, os animais, Deus, sem a intervenção deformadora da razão."), de grande poder instintivo ("Aquele homem, com seu instinto infalível, com seu olhar primitivo de águia, trilhava caminhos seguros e curtos, chegando com simplicidade e sem labuta ao auge do esforço – o não esforço.")
Aléxis Zorbás "é um dos mais exuberantes exemplos de 'homem comum' da ficção moderna. […] Em essência, o romance é um embate filosófico entre a espontaneidade visceral de Zorba e a ética mais racional e intelectualizada do jovem narrador", que é o próprio autor. "Quase um livro de memórias, sob muitos aspectos, nele Kazantzákis buscou imortalizar a figura do Giórgis Zorba que conhecera em 1917." Só que a história real não ocorreu em Creta, terra natal do autor, e sim na Messênia, sul do Peloponeso, em 1917, quando Kazantzákis se aproximava dos 35 anos.